# 都シティ 大阪天王寺
都シティ 大阪天王寺（みやこシティ おおさかてんのうじ）は、大阪府大阪市阿倍野区松崎町にある近鉄グループの都ホテルズ&リゾーツに加盟するホテル。株式会社近鉄・都ホテルズが運営する。

## 概要
近鉄南大阪線・大阪阿部野橋駅に隣接する「阿部野橋ターミナルビル東館」に設置されたホテルで、JR西日本・天王寺駅東口の向かいに位置する。
近畿日本鉄道（近鉄）が所有、子会社の近鉄ホテルシステムズが運営し、客室数は200室。会議室・宴会場、レストラン、ラウンジを有する17階建ての白亜の建物である。

## 沿革

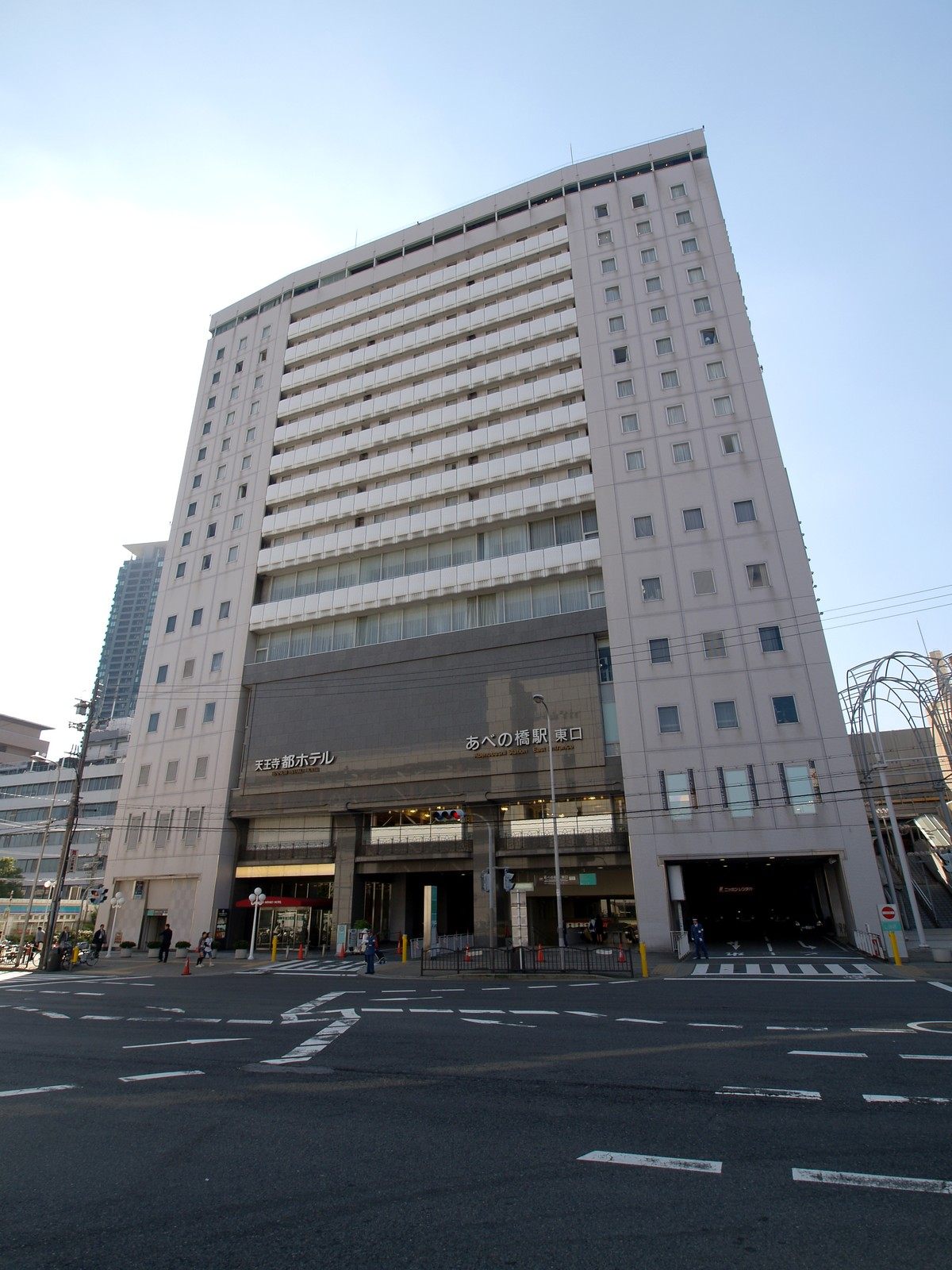
天王寺都ホテル時代（2008年）

前身は1962年（昭和37年）に国鉄天王寺駅の天王寺ステーションビル（同天王寺区悲田院町）の開業と同時に上層階にオープンした大阪都ホテルである。当初は客室95室と6つの宴会場、結婚式場を設けた施設であった。その後、1964年（昭和39年）と1968年（昭和43年）に増築が行われたことで151室となった。天王寺ステーションビルに大阪都ホテルを開設するに当たっては、近鉄もステーションビルへ出資したほか（現在は撤退）、運営会社として近鉄と都ホテルの共同で「株式会社大阪都ホテル」を設立している。
1983年（昭和58年）に上本町駅ターミナル整備に伴い、近鉄は同駅に隣接して高層ホテル「都ホテル大阪」を建設することになったのに伴い、当ホテルは大阪都ホテルから「天王寺都ホテル」に改称、運営会社名も「株式会社天王寺都ホテル」と改められた。
近鉄は、阿部野橋ターミナル整備事業により1988年（昭和63年）にターミナルビルの増築工事が完成したのに続き、新宿ごちそうビルを挟んだ東側にホテル棟となる東館を建設、1992年（平成4年）に現在の建物となる「天王寺都ホテル新館」が開業した。
以後、天王寺ステーションビルの旧館（営業時は本館）と新館の2館体制であったが、2001年（平成13年）8月をもって旧館での営業を終了し、ホテル運営のすべてを新館に集約した。旧館では宿泊営業が終了した後「ベンチャーポート天王寺」として営業されていたが2003年（平成15年）7月末をもってそれも閉鎖された。2006年（平成18年）1月1日にスカイラウンジ「エトワール」のランチバイキングが全席禁煙となる。
運営会社の株式会社天王寺都ホテルは1999年に近鉄ホテルシステムズ（初代）に営業譲渡し、天王寺都ホテル社はアール・イー・エム天王寺に称号を変更し2003年に清算した。近鉄ホテルシステムズ（初代）は2005年に吸収分割により近鉄に合併、ホテル営業は近鉄ホテルシステムズ（2代目・2015年4月に近鉄・都ホテルズに社名変更）。
2019年（平成31年）4月のブランド再編で、名称を「天王寺都ホテル」から「都シティ 大阪天王寺」に変更した。
2022年（令和4年）に開業60周年、現在の新館完成から30周年、ブランド再編から3周年という3つの節目を迎えた。

## 施設
レストラン
- スカイレストラン エトワール（17階）
- ロビーラウンジ（1階）…名物スイートポテト[8][9][10][11]

テナント
- フィットネスクラブ ティップネス（3階・4階）
- スシロー（2階）…「ガーデンレストラン」跡地に2020年11月12日オープン。

その他
- 車寄せ（2階）
- タクシー乗り場（2階）
- ホテル専用駐車場…あべのハルカス建設工事を機に閉鎖。あべのハルカスオープン後も長く閉鎖状態が続いていたが、現在復活している。

### 過去に存在した施設
レストラン
- 日本料理 松崎（17階）…跡地には同じ階のエトワールが拡張。
- 自然食処 たちばな（地下1階）（経営：立花エンターテインメント・ワン）
- ガーデンレストラン（2階）…フードコート形式。元「フードコートあべの」跡地に、2014年2月2日オープン[12]。2017年7月14日をもって閉店。跡地はスシローになっている。
  - えびすカレー
  - マラサダドーナツのお店
  - 阿倍野noodles
  - 阿倍野ガーデングリル
  - 特設店舗スペース

テナント
- フードコートあべの（2階）・・・2013年5月閉店。跡地はガーデンレストラン（フードコード、テナントではなく都ホテルのレストランの1つという扱い）がオープン。
- キング大志（焼肉 2階、経営：TAISHI-CO）

## アクセス
- 近畿日本鉄道 F 南大阪線 大阪阿部野橋駅隣接
- JR西日本  大和路線・ 大阪環状線・ 阪和線天王寺駅東口
- Osaka Metro  御堂筋線・ 谷町線天王寺駅
- 阪堺電気軌道  上町線天王寺駅前電停
- 大阪シティバスあべの橋停留所
- 近鉄バスあべのハルカス停留所（一部当ホテル1階発着便あり）